# Miki Motono
Miki Motono (Prefectura de Ishikawa; 18 de mayo de 1994) es una artista marcial mixta japonesa que compite en la división de peso átomo de Deep Jewels.

## Carrera de artes marciales mixtas
Motono hizo su debut profesional contra Mariya Suzuki en HEAT 44 el 2 de marzo de 2019. Ella utilizó su grappling superior para ganar la pelea por decisión unánime, con los tres jueces otorgándole ambas rondas del combate.
Motono se enfrentó a la más experimentada Mika Nagano (16-11-1) en Deep Jewels 24 el 9 de junio de 2019, en su segunda aparición profesional. Ganó el combate por decisión unánime, con los tres jueces otorgándole una vez más los dos asaltos del combate.
Motono se trasladó fuera de Japón para su siguiente combate, ya que se enfrentó a la campeona de peso paja de Eternal MMA Casey O'Neill en Eternal MMA 48 el 4 de octubre de 2019, en Melbourne (Australia). O'Neill ganó la pelea por decisión unánime, propinándole a Motono su primera derrota profesional.
Motono regresó a Deep Jewels para su próximo combate, ya que se enfrentó a Nongpan Kanjana en Deep Jewels 28 el 24 de febrero de 2020. Ganó la pelea por nocaut técnico en la primera ronda, deteniendo a Nongpan con golpes en el suelo.
Su récord de 2-0 con la promoción le valió a Motono la oportunidad de enfrentarse a Asami Nakai por el campeonato interino del peso paja de Deep Jewels en Deep Jewels 29 el 23 de julio de 2020. Ganó el combate por nocaut técnico en el primer asalto, parando a Nakai con golpes en el suelo cerca del final del primer asalto.
Como la campeona absoluta Mizuki Inoue seguía compitiendo en la UFC, Motono fue contratada para enfrentarse a la recién llegada promocional Seika Izawa en un combate sin título en Deep Jewels 31 el 19 de diciembre de 2020. Perdió la pelea por decisión unánime, con puntuaciones de 30-27, 30-27 y 29-28.
Se esperaba que Izawa y Motono revancha por el campeonato interino de peso paja Joyas en Deep Jewels 32 el 7 de marzo de 2021, antes de Motono se retiró debido a una ruptura parcial del ligamento de la rodilla. La lucha fue reprogramada para Deep Jewels 33 el 20 de junio de 2021. Perdió la pelea por sumisión, golpeando a un armbar en la marca de 3:32 minutos de la primera ronda.
Motono se enfrentó a Namiko Kawabata en Deep Jewels 35 el 11 de diciembre de 2021. Ella rompió con éxito su racha de dos peleas perdidas, ya que ganó la pelea por decisión unánime.
Motono bajó al peso supergallo para enfrentarse a Mizuki Oshiro en Deep Jewels 36 el 12 de marzo de 2022. Tras esta victoria, Fight Matrix situó a Motono como la décima mejor peso átomo del mundo en su clasificación de junio de 2022.
Motono se enfrentó a Moeri Suda en un combate de peso superátomo en Deep Jewels 39 el 23 de noviembre de 2022. Ganó el combate por decisión unánime.

## Récord en artes marciales mixtas
| Resultado | Récord | Oponente        | Método             | Evento                               | Fecha                   | Ronda | Tiempo | Localización |
| --------- | ------ | --------------- | ------------------ | ------------------------------------ | ----------------------- | ----- | ------ | ------------ |
| Victoria  | 9–5    | Emi Fujino      | Decisión (unánime) | Pancrase - 352                       | 9 de marzo de 2025      | 3     | 5:00   | Yokohama     |
| Derrota   | 8–5    | Feng Xiaocan    | Decisión (unánime) | UFC Season 3: Las Vegas Semifinals 2 | 23 de agosto de 2024    | 3     | 5:00   | Las Vegas    |
| Derrota   | 8–4    | Feng Xiaocan    | Sumisión (armbar)  | Happy Elephant MMA Champions League  | 27 de octubre de 2023   | 3     | 1:48   | Nankín       |
| Victoria  | 8–3    | Moeri Suda      | Decisión (unánime) | Deep Jewels 39                       | 23 de noviembre de 2022 | 3     | 5:00   | Tokio        |
| Victoria  | 7–3    | Mizuki Oshiro   | Sumisión (armbar)  | Deep Jewels 36                       | 12 de marzo de 2022     | 1     | 4:18   | Tokio        |
| Victoria  | 6–3    | Namiko Kawabata | Decisión (unánime) | Deep Jewels 35                       | 11 de diciembre de 2021 | 2     | 5:00   | Tokio        |
| Derrota   | 5–3    | Seika Izawa     | Sumisión (armbar)  | Deep Jewels 33                       | 20 de junio de 2021     | 1     | 3:22   | Tokio        |
| Derrota   | 5–2    | Seika Izawa     | Decisión (unánime) | Deep Jewels 31                       | 19 de diciembre de 2020 | 3     | 5:00   | Tokio        |
| Victoria  | 5–1    | Asami Nakai     | TKO (puñetazos)    | Deep Jewels 29                       | 23 de julio de 2020     | 1     | 4:23   | Tokio        |
| Victoria  | 4–1    | Nongpan Kanjana | TKO (puñetazos)    | Deep Jewels 28                       | 24 de febrero de 2020   | 1     | 4:27   | Tokio        |
| Victoria  | 3–1    | Ji Young Park   | Sumisión (armbar)  | DEEP 93 Impact                       | 15 de diciembre de 2019 | 1     | 3:36   | Tokio        |
| Derrota   | 2–1    | Casey O'Neill   | Decisión (unánime) | Eternal MMA 48                       | 4 de octubre de 2019    | 5     | 5:00   | Melbourne    |
| Victoria  | 2–0    | Mika Nagano     | Decisión (unánime) | Deep Jewels 24                       | 9 de junio de 2019      | 2     | 5:00   | Tokio        |
| Victoria  | 1–0    | Mariya Suzuki   | Decisión (unánime) | HEAT 44                              | 2 de marzo de 2019      | 2     | 5:00   | Nagoya       |